# Thalictrum foetidum
Il Pigamo puzzolente (nome scientifico Thalictrum foetidum L. 1753) è una pianta perenne, dai piccoli fiori, appartenente alla famiglia delle Ranunculaceae.

## Etimologia
Per il significato del termine generico (thalictrum) si deve risalire a Dioscoride (40 – 90), medico, botanico e farmacista greco che esercitò a Roma, o a Plinio (23 – 79), scrittore naturalista romano, che entrambi nella forma di “thalictron” indicavano queste piante alludendo probabilmente (ma la cosa è controversa) alla loro fioritura precoce (”thallein” = rinverdire, mentre ”ictar” = presto) o al colore verde-gaio dei teneri germogli. L'epiteto specifico (foetidum) come quello comune (puzzolente) si riferisce al cattivo odore emanato dai fiori.

Il binomio scientifico attualmente accettato (Thalictrum foetidum) è stato proposto da Carl von Linné (1707 – 1778) biologo e scrittore svedese, considerato il padre della moderna classificazione scientifica degli organismi viventi, nella pubblicazione ”Species Plantarum” del 1753.

## Descrizione

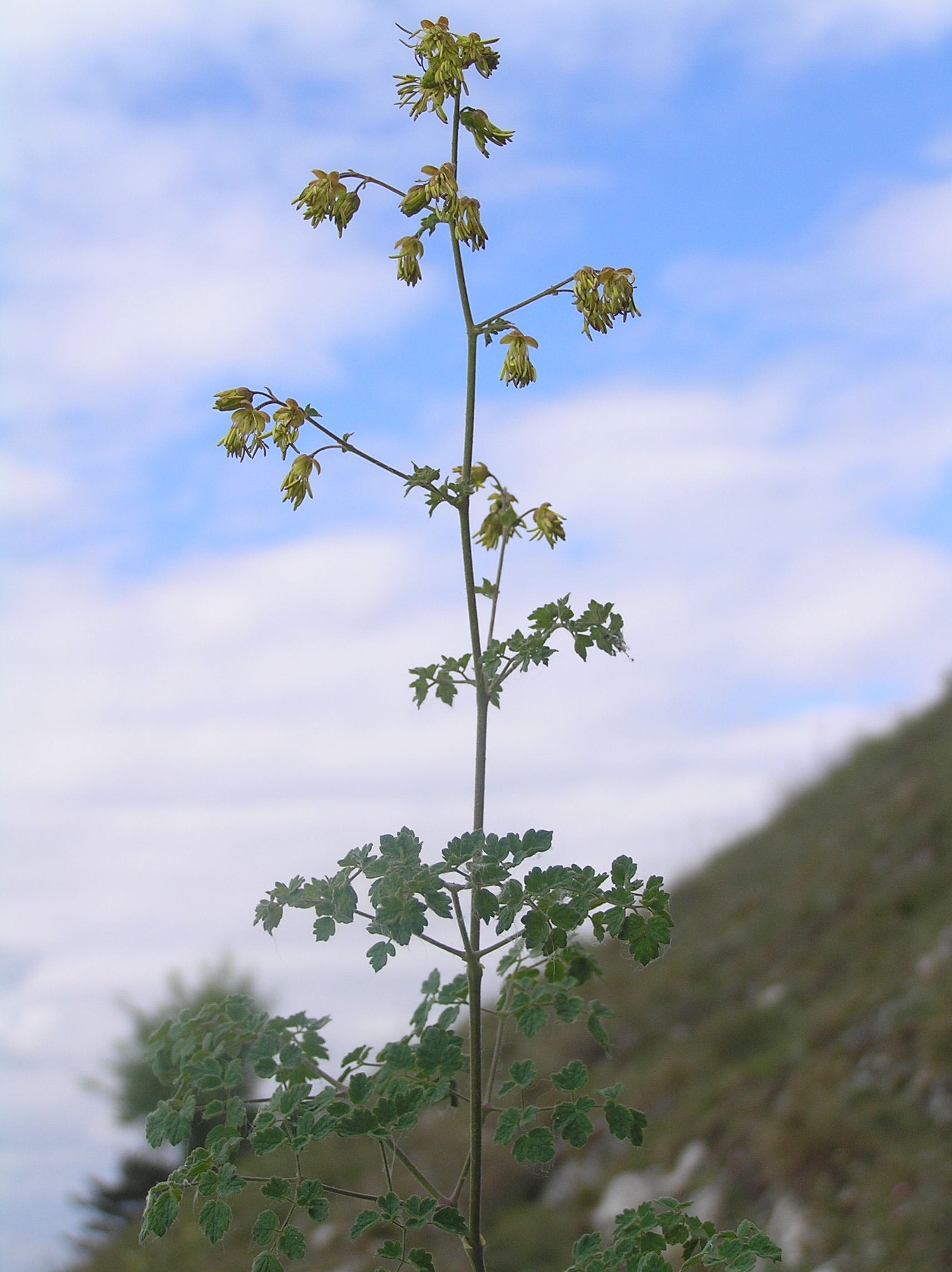
Il portamento

Sono piante erbacee, perenni la cui altezza può arrivare a da 2 a 4 dm (massimo 10 dm). La forma biologica è definita come emicriptofita scaposa (H scap), ossia sono piante erbacee perenni, con gemme svernanti al livello del suolo e protette dalla lettiera o dalla neve, dotate di un asse fiorale eretto e spesso privo di foglie. Queste piante si presentano con dense ghiandole peduncolate sia lungo il fusto che nelle foglie. Lunghezza delle ghiandole: 0,1 mm.

### Radici
Le radici sono fascicolate e secondarie da rizoma.

### Fusto
- Parte ipogea: consiste in un rizoma orizzontale.
- Parte epigea: la parte aerea del fusto è eretta e ramificata ad andamento zigzagante; la sezione è cilindrica. È inoltre pubescente-ghiandoloso.

### Foglie
- Foglie basali: le foglie radicali sono di tipo imparipennato (3 – 4 pennatosette) a contorno più o meno triangolare; con segmenti a ramificazioni triforcate dei piccioli. I segmenti sono larghi quanto lunghi. I piccioli, alla base, sono inoltre inguainati in modo amplessicaule; le guaine terminano con delle orecchiette indistinte. La lamina dei segmenti è ovata (più o meno flabellata) terminante nella metà superiore con tre lobi o denti; le venature sono lievemente rialzate. All'antesi possono essere secche. Dimensione del contorno della foglie completa: larghezza 10 – 25 cm; lunghezza 10 – 30 cm. Dimensione dei segmenti: larghezza 5 – 10 mm; lunghezza 6 – 13 mm.
- Foglie cauline: le foglie sono distribuite lungo tutto il fusto; quelle cauline sono più o meno simili a quelle radicali ma più distanziate e ridotte (si riducono verso l'infiorescenza); sono disposte in modo alterno.

### Infiorescenza
L'infiorescenza è del tipo ad ampia pannocchia ramosa (e fogliosa) ma con pochi fiori distanziati. L'infiorescenza occupa circa i 2/3 della parte superiore dell'intera pianta. Alla base dell'infiorescenza sono presenti delle brattee. Lunghezza dei peduncoli: 1 – 4 cm. Dimensione dell'infiorescenza: 5 – 10 cm.

### Fiore
Il fiore di questa pianta, caratterizzato da una certa assenza di coesione tra i vari organi fiorali (non c'è l'involucro), è privo di una corolla vera e propria, mentre è il calice colorato che ha la funzione vessillifera (quindi i sepali del calice possono essere indicati come petaloidei). In questa pianta il perianzio è quindi formato da un solo verticillo di elementi più o meno indifferenziati (perianzio apoclamidato). I fiori sono inoltre attinomorfi, ermafroditi, tetrameri (formati cioè da 4 sepali) e privi di nettari. Il colore dei fiori è giallastro. Dimensione dei fiori: 8 – 10 mm.
- Formula fiorale: per questa pianta viene indicata la seguente formula fiorale:

* K 4, C 0, A molti, G molti (supero)
- Calice: il calice è formato da 4 (raramente 5) sepali di tipo petaloide disposti in modo embricato; sono inoltre caduchi precocemente. In effetti allo sboccio del fiore spesso sono presenti solamente le antere i pistilli (in questa situazione la funzione vessillare viene assunta principalmente dagli stami). Dimensione dei sepali: larghezza 1,5 mm; lunghezza 2,5 – 4 mm.
- Corolla: i petali sono assenti.
- Androceo: gli stami sono numerosissimi e visibilmente prominenti ma penduli; sono liberi con lunghi filamenti sottili e filiformi. Le antere, lineari, acute e mucronate all'apice; sono inoltre bi-loculari a deiscenza laterale; il colore delle antere è giallo. Lunghezza delle antere: 2,5 – 3,5 mm.
- Gineceo: i carpelli sono da 4 a 8, monovulari (contengono un solo ovulo; sono liberi e peduncolati; terminano nello stilo con stimma dentellato-sfrangiato di colore roseo-porporino. Dimensione dello stimma: 1 – 1,5 mm.
- Fioritura: da giugno ad agosto.

### Frutti
Il frutto si compone in parecchi acheni sessili e a portamento pendulo. Ogni achenio è monospermo con un corpo stretto (compresso lateralmente). Dimensione dell'achenio: 3,5 mm.

## Riproduzione
La riproduzione avviene tramite l'impollinazione garantita soprattutto dal vento (impollinazione anemofila). Anche se queste piante sono prive di nettare, diversi insetti, come api e vespe, si nutrono del suo polline per cui è probabile anche una certa fecondazione entomogama (impollinazione entomogama).

## Distribuzione e habitat

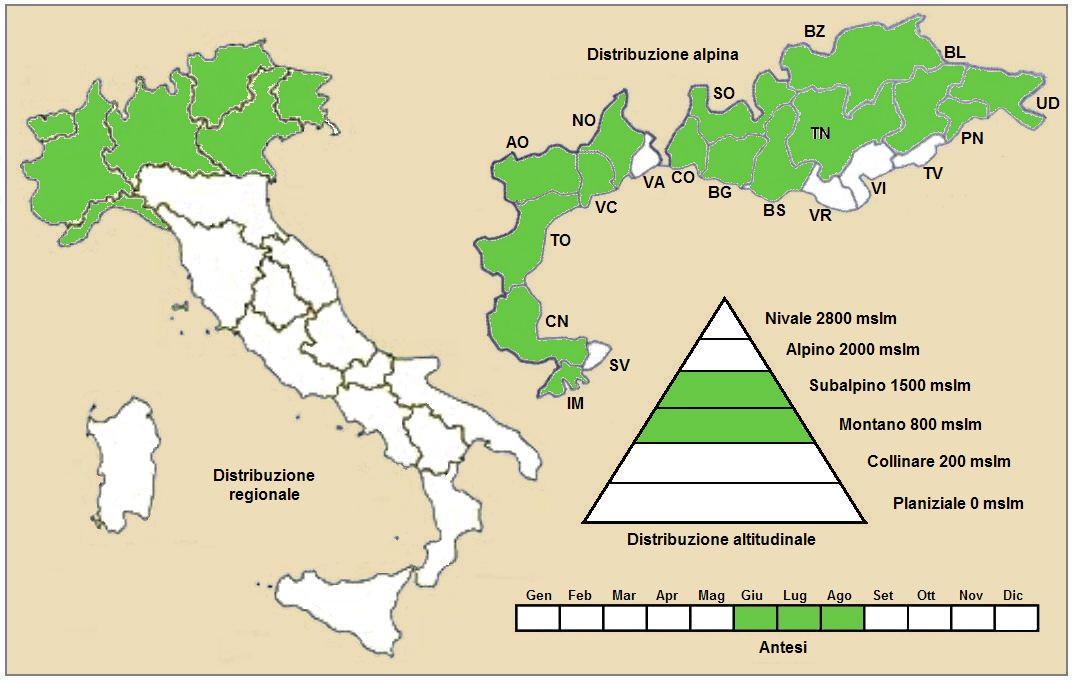
Distribuzione della pianta

- Geoelemento: il tipo corologico (area di origine) è Orofita - Eurasiatico.
- Distribuzione: in Italia si trova raramente nelle Alpi (escluse le province di SV, VA, VR, VI e TV) e in qualche stazione negli Appennini. Nelle Alpi oltreconfine è presente in Francia (dipartimenti di Alpes-de-Haute-Provence, Hautes-Alpes, Alpes-Maritimes e Savoia), in Svizzera (cantoni Berna, Vallese, Ticino e Grigioni), in Austria (Länder del Tirolo Settentrionale e Stiria). Sugli altri rilievi europei si trova nei Pirenei, Alpi Dinariche, Monti Balcani e Carpazi.
- Habitat: l'habitat tipico sono i macereti e i ghiaioni; ma anche le praterie rase dal piano collinare al piano subalpino. Il substrato preferito calcareo con pH basico-neutro, terreno a medi valori nutrizionali che deve essere umido.
- Distribuzione altitudinale: sui rilievi queste piante si possono trovare da 900 fino a 2500 m s.l.m.; frequentano quindi i seguenti piani vegetazionali: montano e subalpino.

### Fitosociologia
Dal punto di vista fitosociologico la specie di questa voce appartiene alla seguente comunità vegetale:
Formazione: delle comunità a emicriptofite e camefite delle praterie rase magre secche
Classe: Festuco-Brometea

## Tassonomia
Il genere Thalictrum comprende un centinaio di specie (una dozzina delle quali sono spontanee dei territori italiani) appartenenti soprattutto all'emisfero boreale. La famiglia delle Ranunculaceae invece comprende oltre 2000 specie distribuite su circa 47 generi (2500 specie e 58 generi secondo altre fonti). 

Secondo la suddivisione di questo genere fatta dal botanico americano Liberty Hyde Bailey (1858-1954) il “Pigamo puzzolente” appartiene al “gruppo” delle Thalictrum nei quali il frutto è striato e sessile e al “sottogruppo” con stami a filamenti sottili, filiformi e antere lineari.

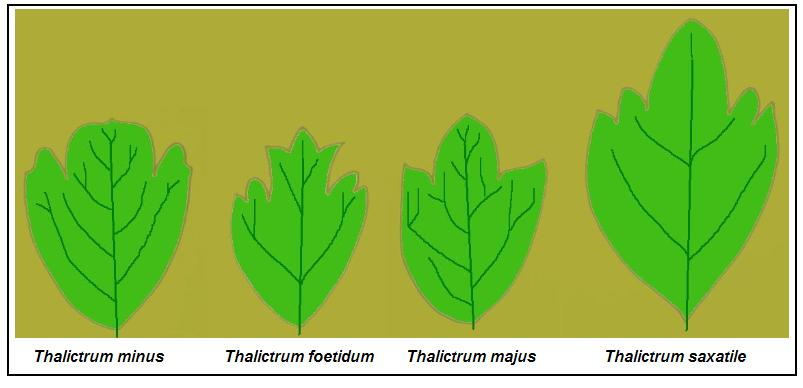
Forma delle foglie del Gruppo Thalictrum minus

Il Thalictrum foetidum appartiene al Gruppo di Th. Minus; gruppo che comprende (almeno nella flora spontanea italiana) quattro specie (oltre a quella di questa voce):
- Thalictrum minus L.
- Thalictrum majus Crantz
- Thalictrum saxatile DC.

Le specie di questo gruppo sono poliploidi, sono inoltre poco differenziate nella morfologia. Un elemento di distinzione è la forma della lamina dei segmenti delle foglie (vedi figura). Un altro componente spesso preso in considerazione per distinguere una specie dall'altra è il frutto; in genere vengono considerati i seguenti caratteri morfologici:
- il numero di coste;
- la lunghezza dello stimma (lo stimma è persistente al frutto);
- lunghezza e larghezza del frutto.

Uno studio fatto su questi caratteri biometrici (sulle specie europee) non ha però evidenziato differenze significative da un punto di vista tassonomico. La maggiore variabilità è stata riscontrata nella lunghezza dello stimma, mentre la lunghezza e la larghezza del frutto è risultata distribuita normalmente. Alcune correlazioni sono state rilevate tra le dimensioni del frutto e la latitudine e la longitudine (il frutto si accorcia verso Est, mentre si assottiglia verso Nord).

Il numero cromosomico di T. foetidum è: 2n = 14.

### Variabilità
Nell'elenco che segue sono indicate alcune sottospecie (l'elenco può non essere completo e alcuni nominativi sono considerati da altri autori dei sinonimi della specie principale o anche di altre specie):
- Th. foetidum subsp. acutilobum (DC.) N.Friesen (1993)
- Th. foetidum subsp. olidum (Jordan) Nyman (1878)
- Th. foetidum subsp. nevadense (Font Quer ex P.Monts.) Molero Mesa & Pérez Raya (1987)
- Th. foetidum subsp. valentinum O.Bolòs & Vigo (1974)
- Th. foetidum var. alpestre (Gaudin) P. Fourn. (1936)
- Th. foetidum var. glabrescens: le piante sono completamente glabre.
- Th. foetidum var. glabrum Koch
- Th. foetidum var. glandulosissmum Finet & Gagnep. (1903)

#### Descrizione sottospecie italiane
Secondo Pignatti in Italia è presente una sola sottospecie di Pigamo puzzolente: Talictrum foetidum var. glabrum Koch, caratterizzato dall'avere solamente peli ghiandolosi; mentre si possono trovano individui con peli ghiandolari mescolati a peli semplici.

### Ibridi
Con la specie “Pigamo minore” la pianta di questa voce forma il seguente ibrido interspecifico:
- Thalictrum × lundstroemii Fedde (1920) - Ibrido con Thalictrum minus

### Sinonimi
Questa entità ha avuto nel tempo diverse nomenclature. L'elenco che segue indica alcuni tra i sinonimi più frequenti:
- Thalictrum alpestre Gaudin (1828)
- Thalictrum gracile C.A. Meyer in Ledeb. (1830)
- Thalictrum minus var. foetidum (L.) Hook. f. & Thomson (1855)
- Thalictrum olidum Jordan (1860)
- Thalictrum pubescens C.A. Meyer, non Pursh (1814)
- Thalictrum saxatile Vill. (1779)
- Thalictrum styloideum L. fil. (1782)
- Thalictrum vaginatum Royle (1834), non Desf.

### Specie simili
Le specie più simili a quella di questa voce sono quelle appartenenti al Gruppo di Th. minus:
- Thalictrum minus L.: è la pianta più piccola del gruppo ed è completamente inodore.
- Thalictrum majus Crantz: è la pianta più alta del gruppo (fino a 120 cm); anche i segmenti fogliari sono più larghi (10 – 30 mm).
- Thalictrum saxatile DC.: le foglie sono addensate a metà fusto, mentre è praticamente nudo verso l'infiorescenza.

## Usi

### Farmacia
Anticamente, secondo la medicina popolare, a queste piante venivano attribuite diverse proprietà medicamentose. Ora non più in quanto sono considerate tossiche e nocive alla salute umana. Infatti queste piante (nelle radici) contengono un colorante giallo tossico, una volta usato per colorare la lana, la ”macrocarpina”. Anche il bestiame al pascolo evita di mangiare le foglie di questa pianta.

La pianta di questa voce è interessata da diverse ricerche farmacologiche sui flavonoidi e alcaloidi.